# Leichenblässe (Simon Beckett)
Leichenblässe ist ein Thriller des englischen Autors Simon Beckett. Der Roman, der 2009 im Wunderlich-Verlag erschien, ist nach Die Chemie des Todes und Kalte Asche die dritte Geschichte, in der David Hunter die Hauptrolle spielt. Die englischsprachige Originalausgabe trägt den Titel Whispers of the Dead.

## Handlung
Der forensische Anthropologe David Hunter, der noch unter den Nachwirkungen eines Angriffs durch eine Serienmörderin leidet, reist von London nach Knoxville (Tennessee), wo er in der Anthropology Research Facility, besser bekannt als Body Farm, seinen alten, gesundheitlich angeschlagenen Lehrer Tom Lieberman trifft. Kurz nach seiner Ankunft entdeckt das TBI (Tennessee Bureau of Investigation) unter Leitung von Agent Dan Gardner und seiner neuen Mitarbeiterin Diane Jacobsen in einer geheizten Hütte in den Smoky Mountains eine am Tisch gefesselte Leiche, die stärker verwest ist als erwartet.
In der Hütte, die von einem Terry Loomis gemietet war, stellt der arrogant auftretende Psychologe Alex Irving eine Theorie um einen sexuell motivierten Serientäter auf. Während das Opfer im Leichenschauhaus mit Hilfe von Kyle Webster, einem Assistenten des Rechtsmediziners Dr. Hicks, und Toms Studentin Summer untersucht wird, stellt sich heraus, dass die Fingerabdrücke auf einer in der Hütte gefundenen Filmdose von Willis Dexter stammen, der jedoch bereits vor sechs Monaten bei einem Autounfall starb. Bei der Exhumierung von Dexters Leiche auf dem Steeple Hill Cemetery verhält sich der Friedhofsbesitzer Eliot York so negativ, dass er nach weiteren Morden in Verdacht gerät.
David zeigt anhand einer anatomischen Besonderheit, dass die Leiche eines Schwarzen im Sarg liegt. Bei der Untersuchung im Leichenschauhaus verletzt sich Kyle an einer Nadel, die in dem toten Körper steckte, dessen Exhumierung vermutlich so geplant war. David entdeckt außerdem die Larve einer Sumpflibelle in der Leiche und begegnet vor der Tür einem unbekannten Wachmann.
Professor Irving wird nach einem TV-Interview entführt, als er mit seinem Hund seinen morgendlichen Spaziergang im Wald unternimmt. Der Hund wird mit eingeschlagenem Schädel gefunden, auf der Tatwaffe, einer Eisenstange, finden sich Fingerabdrücke des seit sieben Monaten vermissten Kleinkriminellen Noah Harper, dessen Leiche vermutlich im exhumierten Sarg liegt. Jacobsen diagnostiziert einen starken Narzissmus beim gesuchten Serienmörder. Tom kündigt bei einem Abendessen mit David und seinem Kollegen Paul Avery seinen vorzeitigen Ruhestand an. Am nächsten Tag entdeckt das Team in einem Wald auf dem Gelände von Steeple Hill Teile einer Leiche, die zu Willis Dexter passen, sowie Schweinezähne. David wird nach einem Kompetenzstreit von den Ermittlungen ausgeschlossen und am Abend erleidet Tom einen Herzanfall, nachdem er im Leichenschauhaus einen Anruf bekommen hat. Nach Angaben seiner Frau Mary nannte er das Stichwort „spanisch“. Paul holt David ins Team zurück und dieser entdeckt mit Toms Handy, dass sein Freund von einem öffentlichen Telefon vor dem Leichenschauhaus angerufen wurde. Damit wollte der Mörder wohl Tom als nächstes Opfer locken.
Nachdem York aus seinem Haus verschwunden ist, finden die Ermittler mitten im Chaos ein Anatomieskelett und Fotos, die Menschen im Moment des Todes zeigen. Im Hotel erfährt David von Paul, dass Tom in der Nacht gestorben ist. David untersucht die Knochen von Loomis und Harper und entdeckt Frakturen an den Laminae, die darauf hindeuten, dass die Opfer mit einer spanischen Schlinge erdrosselt wurden. Als David das Leichenschauhaus verlässt, sieht er auf der Windschutzscheibe seines Autos die abgelöste Haut einer menschlichen Hand, die als Erklärung für die Fingerabdrücke der Toten dient. Jacobsen bringt den gefährdeten David ins Hotel und berichtet ihm, dass sich Kyle möglicherweise mit Hepatitis C infiziert hat. Bilder aus einer Überwachungskamera, die York in Uniform am Telefon zeigen, erinnern David an seine Begegnung mit dem Wachmann. Der Mörder ist offenbar thanatophil und will das Phänomen Tod genau analysieren.
Als Paul mit David zu einem gemeinsamen Abendessen nach Hause kommt, erfährt er, dass seine schwangere Frau Sam mit einem Rollstuhl in einem falschen Krankenwagen entführt wurde. Die Polizei spürt den leeren Krankenwagen in den Bergen auf und Paul fährt mit David zu der Stelle. Nach einer Besichtigung fahren sie weiter und plötzlich landet eine Sumpflibelle auf Davids Auto. Die beiden Männer folgen der Spur in den Wald, wo sie einen Leichengeruch wahrnehmen. Sie kommen in einen Garten, in dem zahlreiche Leichen liegen.
Paul rennt gefolgt von David in das dahinter befindliche, verlassene Sanatorium Cedar Heights und ruft nach Sam. Im Bad finden sie zuerst Summers Leiche und dann die auf der Garrotte gefesselte Sam. Als York den Raum betritt, kommt auch das TBI an, das Davids Auto mithilfe eines zuvor unbemerkt angebrachten GPS-Senders aufgespürt hat. Gardner schießt York nieder und Jacobsen bringt anschließend Sam ins Krankenhaus. In dem Moment, in dem David Verätzungen und Nägel an Yorks Leiche entdeckt, taucht Kyle auf und nimmt Gardner als Geisel. David beschäftigt Kyle mit Fragen, bis Jacobsen wieder da ist und die Situation mit einem Schusswechsel löst.
David kehrt zurück nach London und erfährt die weiteren Hintergründe. Irvings Leiche befand sich unter den Opfern des Täters, der in Wirklichkeit Wayne Peters heißt und den Namen Kyle Webster von einem anderen Opfer übernahm. Wayne hatte in seinem bisherigen Leben Kontakt mit Schweinen, dem Tod und Steeple Hill. Eine Anosmie ermöglichte ihm ein Leben mit den zahlreichen Leichen. Sam und Paul werden dank ihres gesunden Babys wieder glücklich.

## Hintergrund
Die Body Farm in Knoxville existiert tatsächlich. Beckett nutzte sie bereits als Hintergrund für Chemie des Todes, den ersten Roman mit David Hunter. In Leichenblässe gibt es zahlreiche Andeutungen zu Hunters bisherigem Leben, insbesondere zu dem beinahe tödlichen Angriff der Serienmörderin Grace aus Kalte Asche. Nach seinen eigenen Angaben recherchierte Beckett persönlich auf der Body Farm und erhielt die Erlaubnis, die Forschungseinrichtung als Kulisse für seinen Roman zu nutzen. Eine fiktionale Geschichte mit einer realen, wissenschaftlichen Umgebung zu kombinieren, beschreibt der Autor als komplizierte Aufgabe.
Die Sumpflibelle Epiaeschna heros, die einen wichtigen Hinweis liefert, ist eine im Osten Nordamerikas beheimatete Art der Edellibellen. Sie lebt an Seen und Sümpfen und ernährt sich von fliegenden Termiten.

## Rezensionen
Nicole Rodriguez vom Hessischen Rundfunk lobt die „bis an die Ekelgrenze heranreichende, sprachlich und stilistisch gelungene „Wissensvermittlung“ aus dem Feld der forensischen Anthropologie“, bei der David Hunter durch seine Widersprüchlichkeit Sympathien erzeugt. „Beckett zu lesen erfordert ein gewisses Maß an Stehvermögen, und wer einen empfindlichen Magen hat, sollte es bleiben lassen.“
Beate Mainka schreibt in ihrer Kritik für das Titel-Magazin, „dass auch noch der letzte Rest Glaubwürdigkeit auf der Strecke bleibt“, weil Beckett nur „über etwas fundierteres Laienwissen“ verfüge und ansonsten nur Klischees benutze. Zu ähnlichen Erkenntnissen kommt Jochen König in seiner Rezension bei krimi-couch. Er wirft Beckett vor, dass „fast alles in Leichenblässe […] zusammengeklaut und in einen halbwegs sitzenden Anzug gepresst worden“ sei. Die Figuren seien lediglich „jede Menge flache Abziehbilder“, die „wie an einem unsichtbaren Draht gezogen durch die kaum vorhandene Handlung“ stolpern.